# Franz Krumbach
Franz Paul Krumbach (* 23. September 1822 in Freising; † 19. Dezember 1876 ebenda) war ein deutscher Jurist und bayerischer Politiker.

## Leben
Krumbach hatte Theologie, Philosophie und Rechtswissenschaften studiert und war von 1853 bis 1869 erster rechtskundiger Bürgermeister der Stadt Freising. 1862 wurde Freising eine bezirksunabhängige (heutiger Begriff: kreisfreie) Stadt. In seiner Amtszeit wurde u. a. der Ortsteil Lerchenfeld ausgebaut.
Von 1859 bis 1869 gehörte er der Kammer der Abgeordneten des Bayerischen Landtags an. Bei seinem Ausscheiden aus dem Amt des Bürgermeisters wurde er am 8. Mai 1869 zum ersten Ehrenbürger von Freising ernannt.